# Thai-Airways-Flug 261
Am 11. Dezember 1998 verunglückte ein Airbus A310-200 auf dem Thai-Airways-Flug 261 im Anflug auf Surat Thani (Thailand) beim Versuch durchzustarten. Bei dem Absturz kamen 101 der 146 Insassen ums Leben.

## Flugzeug
Das Flugzeug (Kennzeichen: HS-TIA, c/n: 415) war mit zwei Triebwerken des Typs General Electric CF6-80C2A2 ausgestattet und zum Zeitpunkt des Unfalls 12 Jahre und 10 Monate alt. Es hatte insgesamt 23.028 Flugstunden absolviert.

## Unfallhergang
Der Airbus A310 der Thai Airways International war um 17:54 Uhr Ortszeit vom Flughafen Bangkok-Don Mueang zu einem  zweistündigen Linienflug nach Surat Thani gestartet. An Bord befanden sich 146 Personen, davon waren 14 Besatzungsmitglieder. Zum Zeitpunkt der Landung herrschten am Flughafen Surat Thani schlechte Sichtverhältnisse bei Dunkelheit und starkem Regen.
Die ersten beiden Landeanflüge wurden abgebrochen. Beim dritten Versuch stürzte die Maschine etwa 700 Meter vor der Landebahn infolge eines Strömungsabrisses ab. Die Besatzung hatte im Endanflug erneut ein Durchstartmanöver eingeleitet, jedoch führte die falsche Trimmung des Höhenleitwerks dazu, dass die Maschine im Anschluss zu steil stieg und in einen überzogenen Flugzustand geriet. Die Ermittler hielten es für wahrscheinlich, dass die Piloten den Unfall stressbedingt verursachten.
Es handelt sich um den einzigen Totalverlust und tödlichen Zwischenfall des seit 2015 nicht mehr in Betrieb befindlichen Flugzeugtyps Airbus A310-200.